# Kimitsu
Kimitsu (japanska: 君津市?, Kimitsu-shi) är en stad i den japanska prefekturen Chiba på den östra delen av ön Honshu. Kimitsu är prefekturens ytmässigt näst största stad efter Ichihara. Staden ingår i Tokyos storstadsområde och är belägen på Bosohalvöns västra del. Kimitsu fick stadsrättigheter 1 september 1971.

## Externa länkar

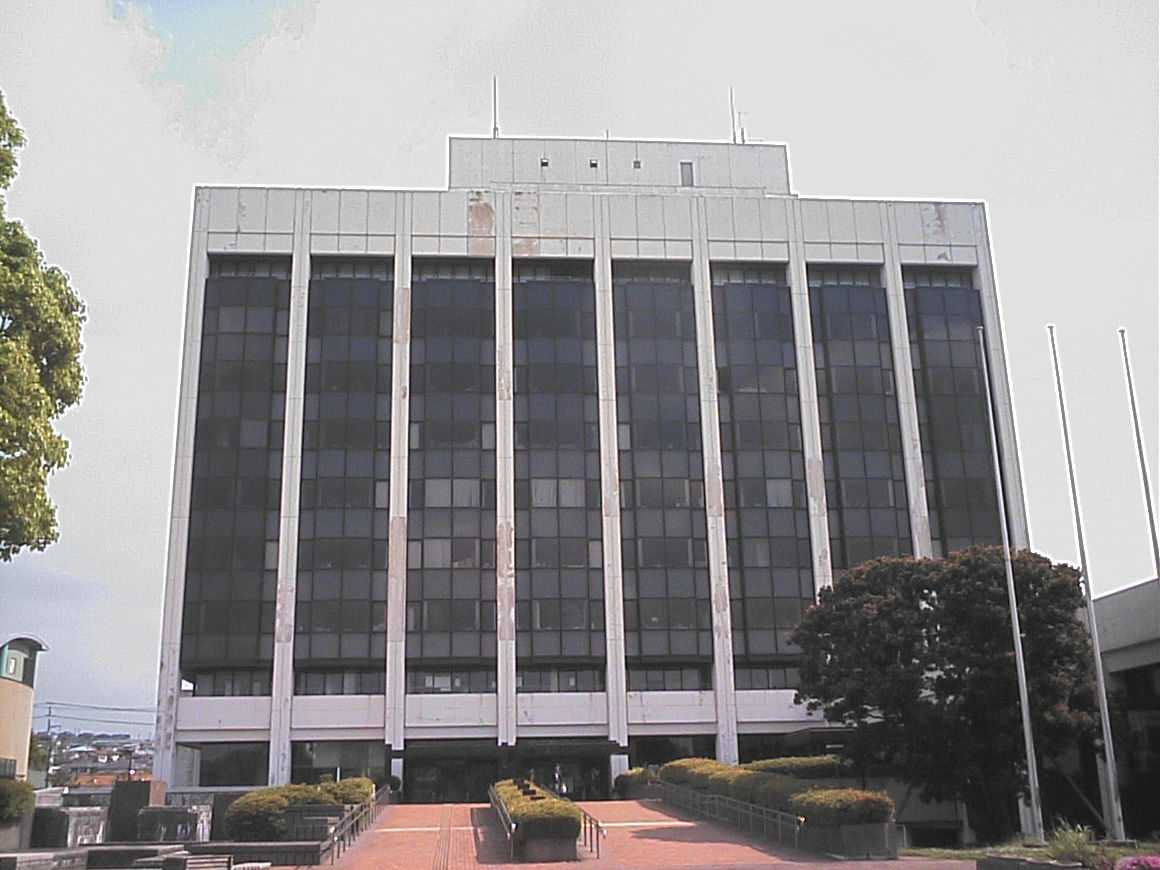
Stadshuset i Kimitsu